# Antocha constricta
Antocha constricta là một loài ruồi trong họ Limoniidae. Chúng phân bố ở miền Cổ bắc.